# عبد المجيد الجميلي
عبد المجيد رشيد الجميلي هو سياسي ومحام عراقي، ولد في الفلوجة سنة 1921.
أتم دراسته الابتدائية في الفلوجة ثم المتوسطة في الكرخ ببغداد، ثم دخل الثانوية العسكرية. حصل على شهادة بكلوريوس في الحقوق، فعمل في المحاماة 15 عاما.
كان عضوا في حزب الاستقلال، وكان يعد خصما لخليل كنة.
لجأ إلى سوريا فترة حكومة عبد الكريم قاسم، ثم إلى القاهرة بعد تفكك الجمهورية العربية المتحدة سنة 1961. عاد للعراق بعد ثورة 8 شباط 1963 وعين مفتشا عاما في وزارة الإصلاح الزراعي ثم مديرا عاما.
شغل منصب وزير الزراعة في وزارة عبد الرحمن عارف سنة 1967 ثم وزير المواصلات في وزارة طاهر يحيى الرابعة من العام نفسه، وكذلك شغل منصب وزير الزراعة والإصلاح الزراعي وكالة بعد استقالة الوزير عبد الكريم فرحان سنة 1968. واستمر وزيرا للإصلاح الزراعي بعد ثورة 17 تموز 1968 في حكومة عبد الرزاق النايف.